# Moa (Cuba)
Pour les articles homonymes, voir Moa.
Moa est une ville et une municipalité de la province de Holguín, à Cuba. Elle est située au nord-ouest de Baracoa et au nord de Guantanamo. Sa population s'élevait à 57 652 habitants en 2002.

## Géographie

### Situation, présentation

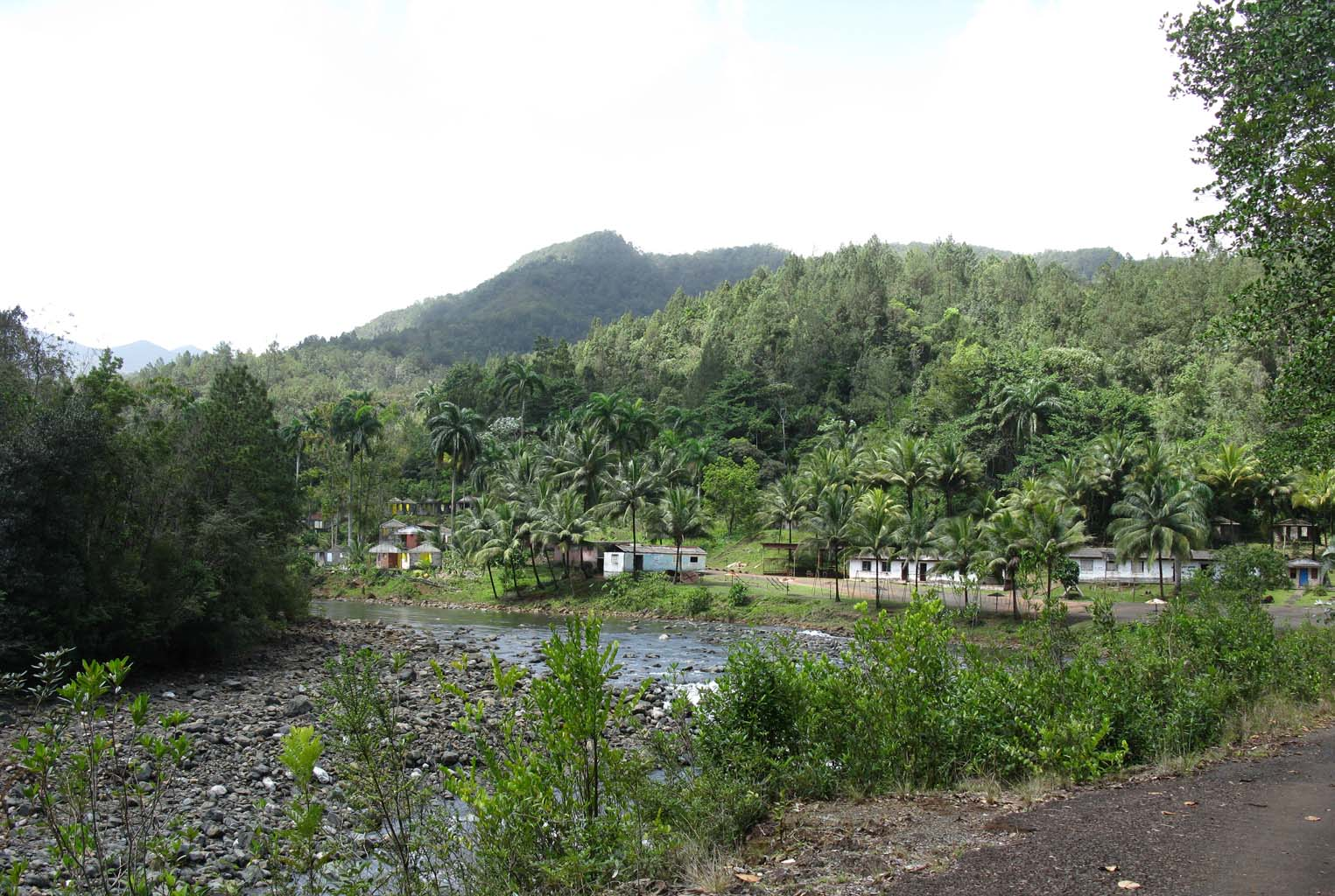
Cayo Guam

La municipalité de Moa est dans le sud-est de l'île de Cuba et l'est de la province de Holguín. La ville se trouve à 917 km sud-est de La Havane et 186 km (en passant par Caballeria) est de sa capitale de province Holguín.
Moa est un port adossé à la chaîne montagneuse Nipe-Sagua-Baracoa (en). La roche est rouge.
La municipalité est traversée par plusieurs cours d'eau, parmi lesquels le Moa ;
son affluent le Cabañas ;
le Cayo Guam ;
le Quesigua
le Yamanigüey.

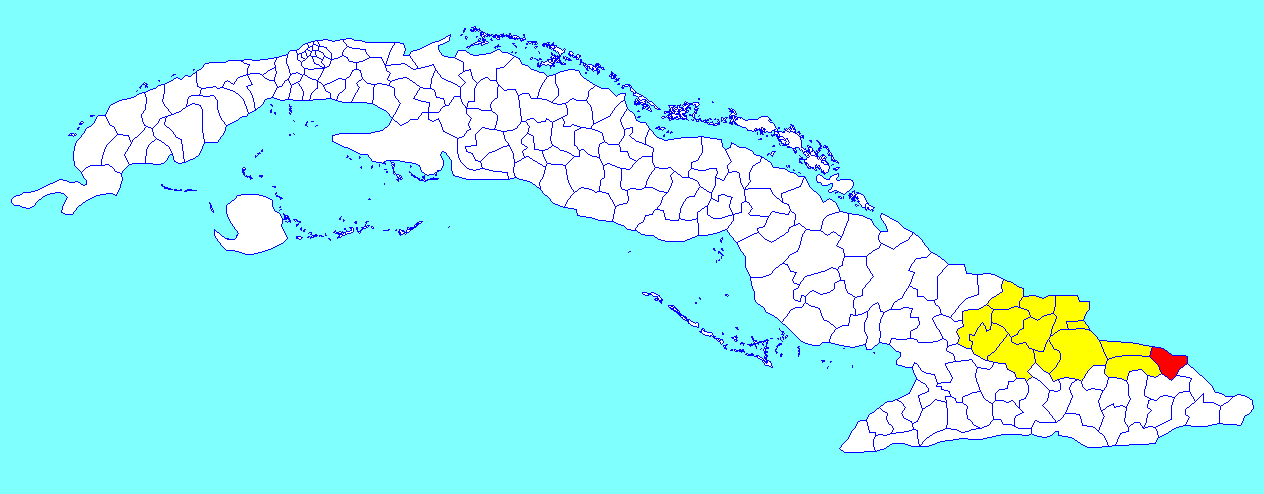
Municipalité de Moa dans la province de Holguín
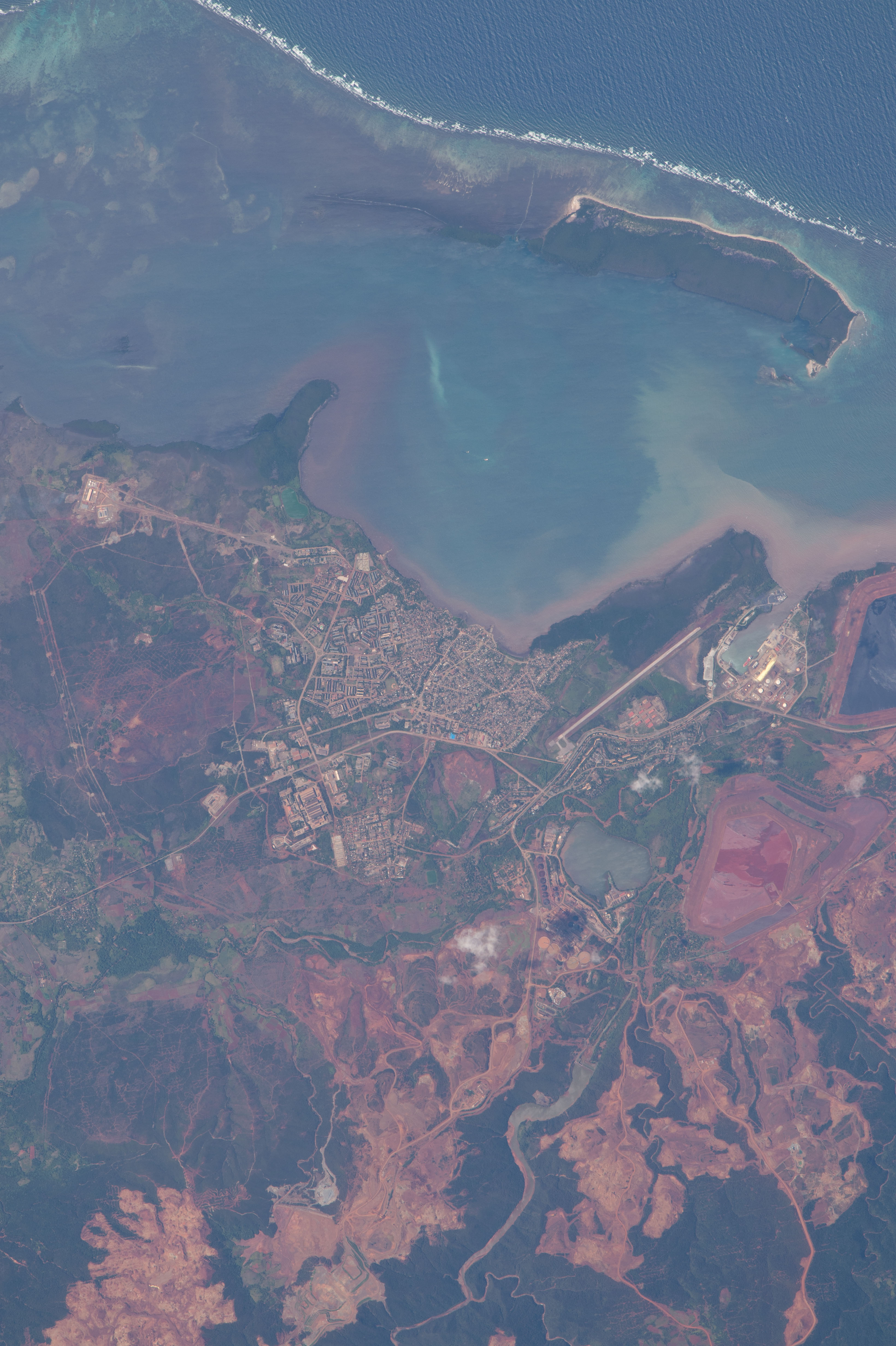
Ville de Moa…
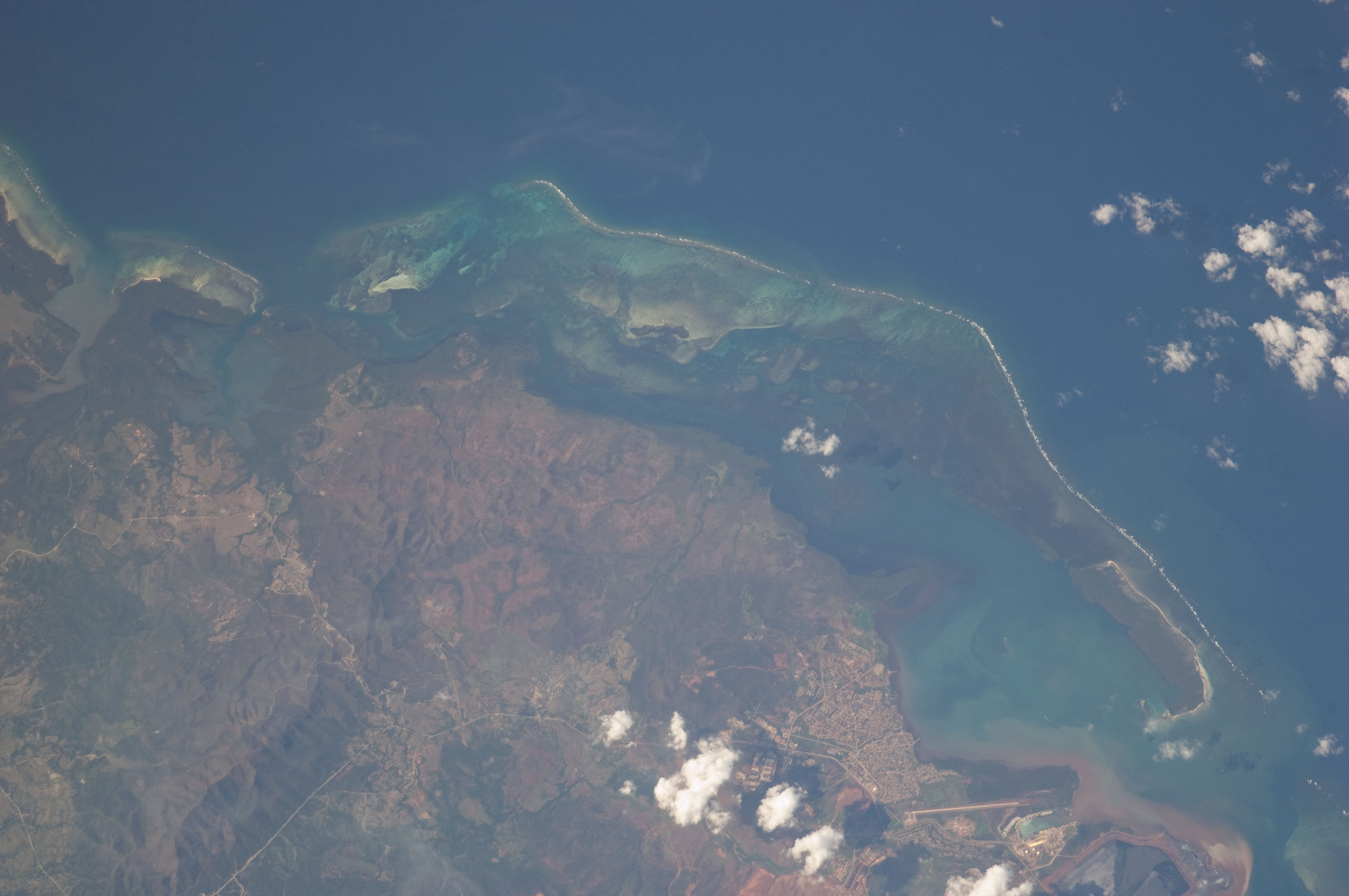
… et sa côte

### Municipalités voisines
Moa partage une limite de municipalité avec celle de Manuel Tames sur moins de 1 km au sud-ouest.

### Divisions administratives
La municipalité comprend dix consejos populares :
- Moa Centro
- Caribe
- Rolo Veguita
- Centeno
- Yamanigüey
- Las Coloradas
- Punta Gorda
- 26 de Junio
- Los Mangos
- Miraflores

## Population
En 2022, la population était estimée à 71 660 habitants ; pour une surface de 766,3 km2, la densité de population est de 93,51 habitants/km².

## Économie
La ville est connue pour être le centre d'une région très riche en nickel avec de nombreuses mines alentour, exploité en coentreprise avec la compagnie minière canadienne Sherritt International notamment dans la fameuse usine Ernesto Che Guevara.[réf. nécessaire]

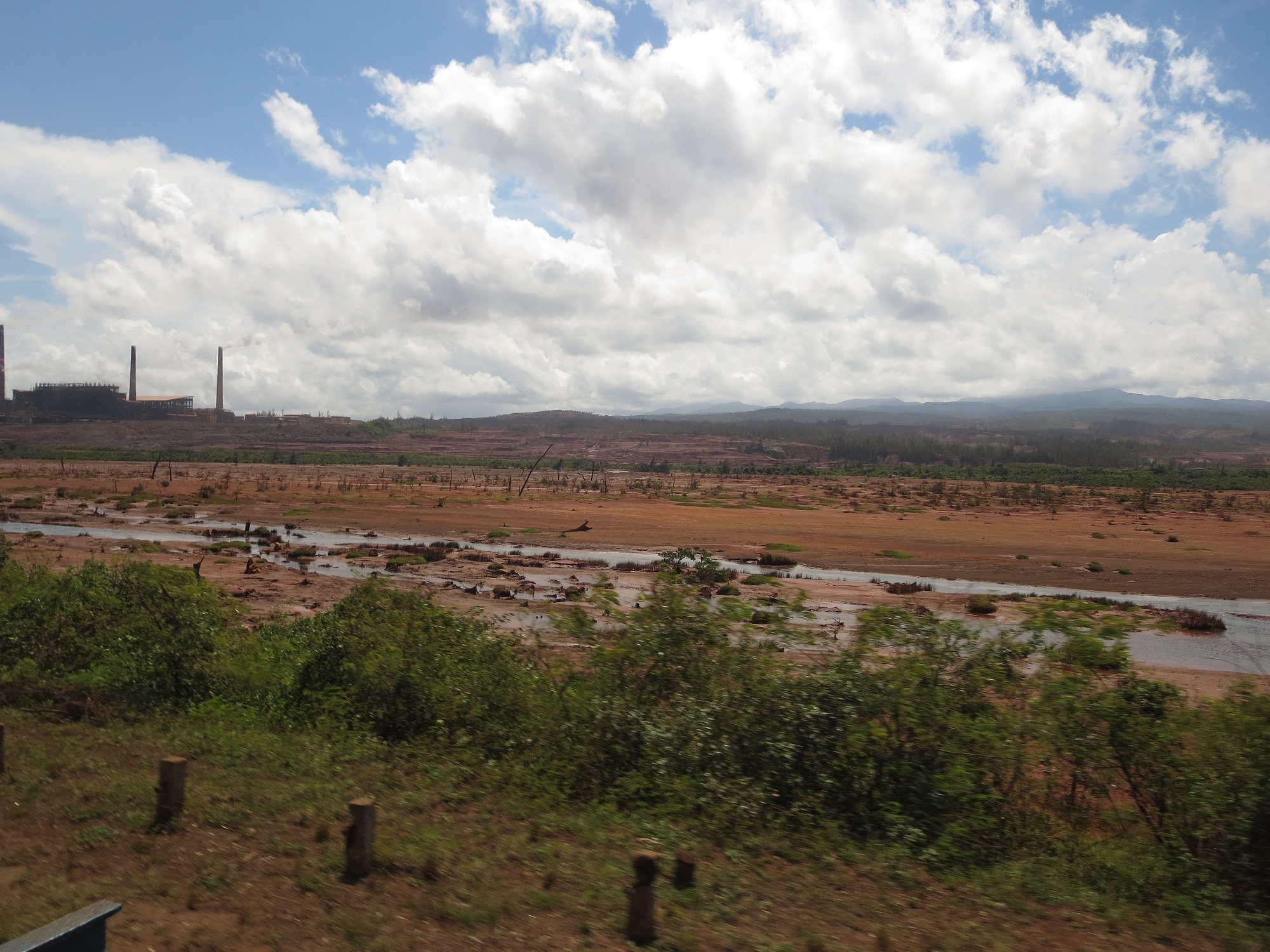
Une mine de nickel près de Moa
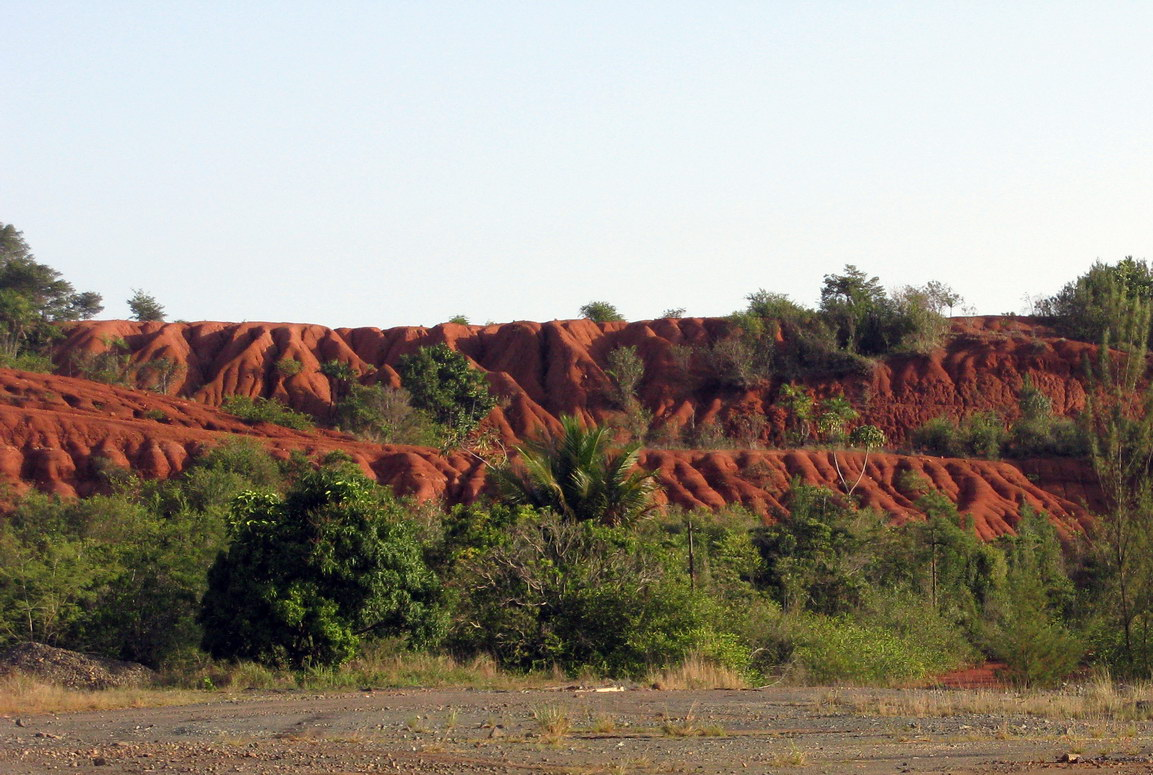
Au sud de la ville de Moa

## Personnalités
- Addys D'Mercedes, chanteuse née à Moa.